# Видлицкий чугуноплавильный завод
Ви́длицкий чугуноплави́льный заво́д — металлургическое предприятие, построенное Обществом Путиловских заводов в 1895—1896 годах в устье Видлицы Олонецкого уезда Олонецкой губернии. Среди частных металлургических заводов, существовавших в Карелии в конце XIX века, был наиболее значительным. После завершения в 1898 году Обществом крупного государственного заказа, для которого он и был построен, завод постепенно приходил в упадок и окончательно прекратил работу в 1909 году из-за убыточности, постройки завода не сохранились.

## История
В 1894 году акционерное общество «Путиловское» в рамках борьбы за правительственный заказ на производство рельсов, обещавший большую выгоду, приобрело два рудника в Финляндии: Вялимяки и Чупуккамяки. Для первичной переплавки полученной на месторождениях руды общество обязалось перед казной построить доменный завод, для чего были заказаны печи Хусгавеля с горячим дутьём, одна из которых была испытана на площадке Путиловского завода в Петербурге. Подобные печи делали завод более современным, чем Александровский, так как на последнем применялась устаревшая технология подачи холодного воздуха. Для строительства и запуска завода на выбранную обществом площадку в устье Видлицы был отправлен помощник директора завода инженер Вячеслав Липин, по проекту которого и велось строительство.

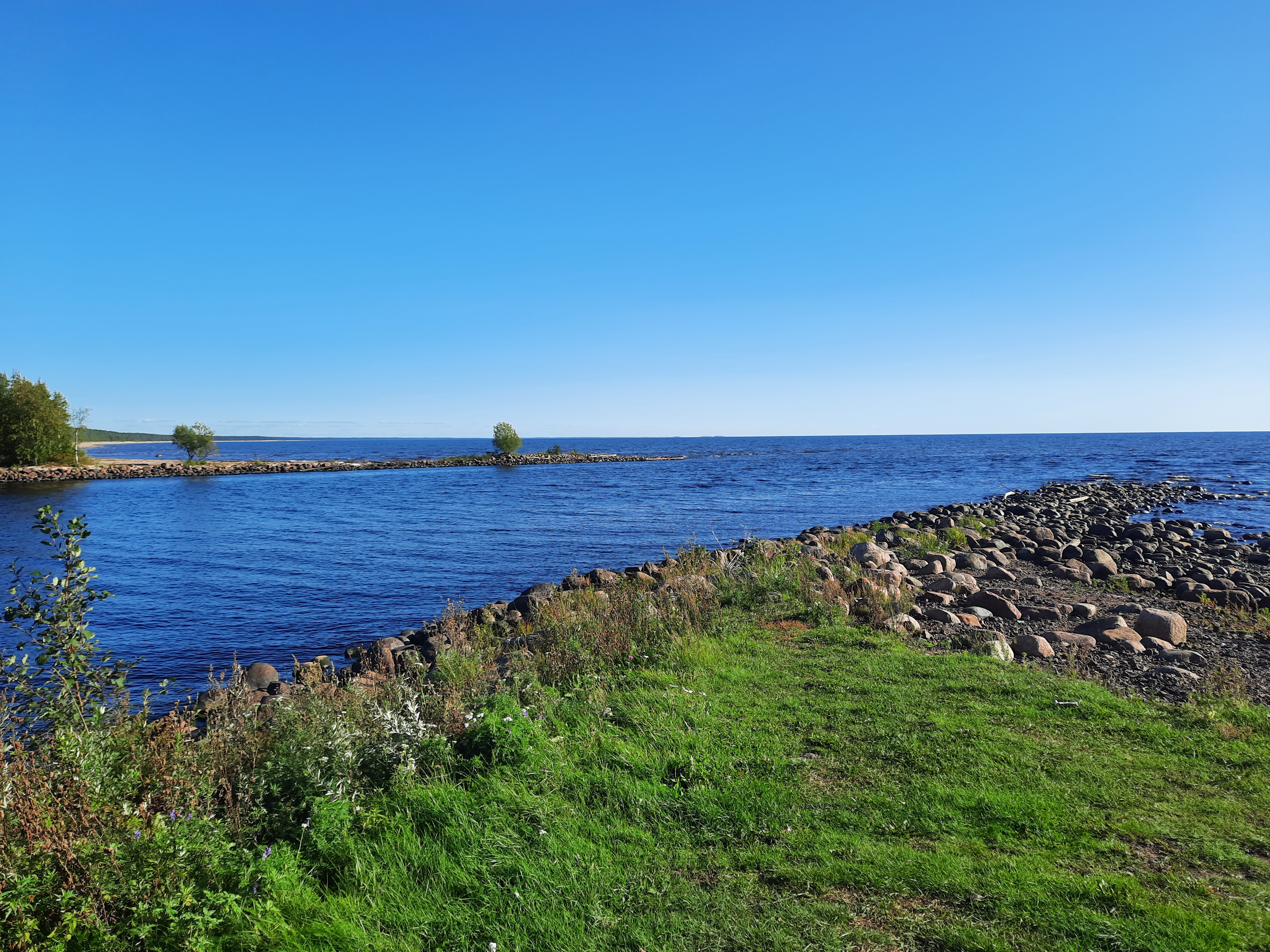
Остатки дамб Видлицкого завода в 2023 г.

Начало постройки завода было положено в октябре 1894 года с устройства дамбы ряжевой системы для продолжения берегов Видлицы в месте её впадения в Ладогу. Одна сторона дамбы составляла 100 саженей, другая — 70 саженей. Кроме дамбы, к 1895 году была построена кузнечная мастерская на два горна, различные хозяйственные постройки, а также жилые постройки поселения при заводе. От дамбы к заводу была проложена узкоколейная железная дорога длиной 250 саженей с перспективой дальнейшего продления до 5 вёрст. Кроме того, производились работы по углублению русла реки. На время строительства управляющим заводом был назначен Е. Э. Пенчковский. Закладка завода состоялась 27 августа 1895 года.
Планировалось, что первая доменная печь вступит в строй в 1896 году, но из-за задержек при строительстве домну удалось задуть только к концу лета 1897 года, а вторая домна была введена в эксплуатацию двумя годами позже — в 1899 году. Механизмы завода, а также воздуходувные установки приводились в действие паровой машиной. В качестве топлива использовались дрова и древесный уголь. Производство последнего для нужд Видлицкого завода было налажено в местечке Чугуюрки (Чучу-Юрка) на реке Тулоксе. Там располагалось 11 углевыжигательных печей, также там изготавливался кирпич и выжигалась известь. Титаномагнетит из Вялимякского рудника смешивался на заводе с озёрными и болотными рудами Северо-Восточного Приладожья (бурый железняк) и гематитовыми рудами Тулмозерья и поступал в печи для выплавки чугунных «болванок». Продукция чугуноплавильного завода баржами отправлялась в Санкт-Петербург на Путиловский литейный завод. На заводе работало около 200 человек, а годовой объём производства чугуна достигал 400 тысяч пудов.
С получением последнего государственного заказа на рельсы в 1898 году Путиловский завод прекратил изыскания руд в Карелии и Финляндии. Оказалось, что чугун, выплавляемый из местной руды был низкого качества — крупнозернистый и крошащийся металл можно было использовать только в качестве добавки к привозному с южных губерний или из-за границы. Вдобавок на заводе были проблемы с подвозом сырья из-за окружавших его болот, а общая годовая выплавка чугуна не покрывала и месячной потребности Путиловского завода. При этом, потратив на постройку Видлицкого завода примерно около 2 миллионов рублей, Общество Путиловских заводов заработало на разнице между рыночной ценой на рельсы и ценой, по которой их закупало правительство, примерно 10 миллионов рублей, оставшись в выигрыше. Разразившийся в 1901—1903 годах экономический кризис вынудил приостановить производство. Попытка возобновления деятельности завода в 1904 году не увенчалась успехом, потому что олонецкий чугун оказался, вдобавок ко всему, дороже уральского и южнороссийского, привозимого по железным дорогам.
Летом 1906 года на заводе был организован первый в Олонецком уезде профсоюз (один из первых в губернии). Рабочие и служащие завода были недовольны условиями труда и произволом администрации. Впрочем, выступления и митинги рабочих не привели к существенному изменению их положения, а основных зачинщиков увольняли и выселяли из заводских бараков.
Из-за убытков в 1909 году завод пришлось закрыть. После чего домны были разрушены, а наиболее ценное оборудование — вывезено в Санкт-Петербург.
В ходе Первой советско-финской войны Видлица была оккупирована белофиннами, а заброшенные корпуса завода стали базой Олонецкой добровольческой армии. На территории завода была размещена артиллерийская батарея. В июне 1919 года при взятии Видлицы Красной армией Видлицкий завод оказался в центре боёв. Минным заградителем «Яуза» была обстрелена территория чугунолитейного завода, из-за чего производственные постройки загорелись. В результате операции были захвачены оставленные Олонецкой армией вооружение и боеприпасы в большом количестве, о чём Иосиф Сталин доложил Владимиру Ленину в телеграмме.
К концу XX века никаких производственных построек завода не сохранилось.

### Управляющие заводом
- Е. Э. Пенчковский (1895 — октябрь 1897)[5]
- Э. Э. Циммерман (октябрь 1897 — лето 1901)[5]
- С. С. Радушевич (лето 1901 — ?)[5]